# Variantinstrument
Ein Variantinstrument ist im Sprachgebrauch der musikalischen Ausbildung und der Orchesterpraxis ein Musikinstrument, dessen Beherrschung vom Musiker zusätzlich zu seinem Hauptinstrument gefordert werden kann. 
Viele Partituren der klassischen Musik erfordern etwa einen Wechsel zwischen Querflöte und Piccoloflöte, zwischen Oboe und Englischhorn, zwischen Klarinette, kleiner Klarinette und Bassklarinette, zwischen Fagott und Kontrafagott oder auch zwischen Trompete und Flügelhorn. Der Wechsel auf Variantinstrumente wird in der Regel vom zweiten Spieler im Sinfonieorchester ausgeführt.
Durch die Entwicklung der historischen Aufführungspraxis seit dem 20. Jahrhundert beherrschen viele Musiker neben dem modernen Instrument (wie der Posaune oder Oboe) noch eine historische Bauart (wie die Barockposaune oder Barockoboe). Viele professionelle Pianisten spielen Cembalo oder Clavichord.
In der Praxis der Big Bands wird von den Saxophonisten ein Wechsel auf Flöte und Klarinetten gefordert. Die Flöte entspricht von den Fingersätzen her in etwa dem Saxophon, die Klarinette entspricht ihm vom Ansatz her. Vom Spieler des E-Bass wird der Kontrabass als Variantinstrument erwartet.
Heute sind aus Gründen der Klangqualität nur noch Variantinstrumente üblich, die dem Hauptinstrument in Bauweise und Spieltechnik ähnlich sind. In der Praxis der Salonorchester und Militärorchester im 19. und 20. Jahrhundert war ein viel breiteres Spektrum von Variantinstrumenten üblich. So wurde etwa die Paarung von Violoncello und Posaune oder von Saxophon und Violine gefordert, um dieselbe Orchesterstimme im Sitzen (etwa beim Kurkonzert) und im Gehen (bei einer Militärparade) spielen zu können. 